# Walygator Grand Est
Koordinaten: 49° 13′ 31″ N, 6° 9′ 22″ O
Der Walygator Grand Est (ehemals Walibi Lorraine, von 2007 bis 2020 Walygator Parc) ist ein Freizeitpark im Norden der Region Grand Est (vor 2015 in der Region Lothringen). Er befindet sich an der Mosel, rund 15 Kilometer nördlich von Metz auf den Gemarkungen der Gemeinden Maizières-lès-Metz und Hagondange. Er umfasst eine Fläche von 42 Hektar und bietet insgesamt 50 Attraktionen.

## Geschichte

Bis 1998 waren die Schlümpfe allgegenwärtig im Park.

Der Park wurde am 9. Mai 1989 als „BigBang Schtroumpf“ eröffnet (unter der Bezeichnung „Schtroumpf“ sind die Schlümpfe im Französischen bekannt), wurde aber wegen finanzieller Probleme 1990 an die belgische Walibi-Gruppe verkauft. 1991 erfolgte die Wiederöffnung des Parks mit dem neuen Namen „Walibi Schtroumpf“.
Im Zuge der Übernahme der Walibi-Gruppe durch Premier Parks wurde Walibi Schtroumpf 1998 in „Walibi Lorraine“ umbenannt. Das Schlumpf-Thema wurde damit komplett aufgegeben, ist aber teilweise noch heute an alten Gebäuden erkennbar.
Im Jahr 2006 wurde der Park aus der Walibi-Gruppe, die inzwischen zu Star Parks gehörte, herausgelöst und an die Brüder Claude und Didier Douarin verkauft, die den Park bis zum Ende der Saison unter dem alten Namen fortführten und in der folgenden Winterpause renoviert und umgestaltet haben. Im April 2007 öffnete der Park erstmals unter dem heutigen Namen „Walygator Parc“.
Heute besteht der Walygator Grand Est aus 5 einzelnen Themenparks: Le Monde de l'Aventure, La Porte du Temps, Le Monde des P'tits Bouts, Le Monde Circul'Air und The Terror House.
Der zum Verkauf stehende Inverted Coaster des Herstellers Bolliger & Mabillard Orochi aus dem Expoland in Japan wurde 2010 in den Walygator Parc versetzt. Diese Achterbahn ist eine Kopie des Inverted Coasters Raptor aus dem amerikanischen Freizeitpark Cedar Point. Die Eröffnung einer weiteren Achterbahn aus dem Expoland, eine Wilde Maus von Mack Rides, war ursprünglich für 2011 geplant.
Seit Januar 2016 gehört der Park der spanischen Aspro-Parks-Gruppe, welche primär Wasserparks betreibt.

## Attraktionen

### Achterbahnen
| Name           | Sicherheitsbeschränkung                                  | Typ                         | Max. Höhe | Länge  | Max. Tempo | Hersteller           | Eröffnung | Fahrzeit | Fotos |
| -------------- | -------------------------------------------------------- | --------------------------- | --------- | ------ | ---------- | -------------------- | --------- | -------- | ----- |
| Anaconda       | <120 cm nicht geeignet.                                  | Holzachterbahn              | 36 m      | 1200 m | 90 km/h    | Bill Cobb            | 1989      | 2,5 Min  |       |
| Comet          | <120 cm nicht geeignet.                                  | Stahlachterbahn mit Looping | 24 m      | 590 m  | 65 km/h    | Vekoma               | 1989      | 1.15 Min |       |
| Family Coaster | <92 cm nur in Begleitung einer Aufsichtsperson geeignet. | Big Apple                   | 4 m       | 132 m  | 15 km/h    | Pinfari              | 2007      | 1.3 Min  |       |
| The Monster    | <150 cm nicht geeignet.                                  | Inverted Coaster            | 40 m      | 1200 m | 90 km/h    | Bolliger & Mabillard | 2010      | 2,28 Min |       |

### Weitere Attraktionen (Auswahl)
- Aquachute[4]
- L'Embracadere
- Rafting
- La Riviere Sauvage
- Dark Tower
- G-Lock
- Mistral
- Peter Pan
- Caribean Boat
- Les Monogolfieres
- Star Shooter
- Tea Cups
- Longchamps
- Safari Trophy
- Monorail